# Selaginella tenella
Selaginella tenella är en mosslummerväxtart som först beskrevs av Ambroise Marie François Joseph Palisot de Beauvois, och fick sitt nu gällande namn av Antoine Frédéric Spring. Selaginella tenella ingår i släktet mosslumrar, och familjen mosslummerväxter. Inga underarter finns listade i Catalogue of Life.